# Eucamptodontopsis mcphersonii
Eucamptodontopsis mcphersonii là một loài Rêu trong họ Dicranaceae. Loài này được (B.H. Allen) M. J. Price mô tả khoa học đầu tiên năm 2002.